# Bogdan Śmigielski
Bogdan Śmigielski (ur. 19 września 1929 w Lublinie, zm. 23 stycznia 2013 w Skolimowie) – polski aktor teatralny i filmowy.
Studiował równolegle na Wydziale Aktorskim Państwowej Wyższej Szkole Aktorskiej i na Wydziale Filologii Polskiej na Uniwersytecie Jagiellońskim, naukę na obu uczelniach ukończył w 1953. Wybrał karierę aktorską, od sezonu 1953/1954 występował na scenie Teatru Ziemi Pomorskiej w Toruniu. W 1955 powrócił do Krakowa, ale angaż otrzymał dopiero w 1962 w Teatrze im. Juliusza Słowackiego, grał tam jeden sezon. W sezonie 1968/1969 występował w warszawskim Teatrze Polskim, kolejne dwa sezony w Teatrze im. Stefana Żeromskiego w Kielcach, a w sezonie 1978/1979 w Teatrze Dramatycznym im. Aleksandra Węgierki w Białymstoku. 
W wolnym czasie zajmował się historią polskiego teatru, napisał opartą na wspomnieniach aktorów z dwudziestolecia międzywojennego książkę "Reduta w Wilnie 1925-1929".

## Dorobek filmowy
- Dwaj panowie N, rola drugoplanowa;
- Bolesław Śmiały, rola drugoplanowa;
- Stacja bezsenność, rola drugoplanowa;
- Dyrektory, rola drugoplanowa w 4 odcinku;
- Sprawa Gorgonowej, jako doktor Hofmokl;
- Układ krążenia, rola drugoplanowa w 3 odcinku;
- Wędrujący cień, jako dyrektor techniczny przedsiębiorstwa;
- Przyjaciele, rola drugoplanowa w 1 odcinku;
- Najdłuższa wojna nowoczesnej Europy, rola drugoplanowa w 1 odcinku;
- Na własną prośbę, rola drugoplanowa;
- Dzień Wisły, rola drugoplanowa;
- Dom, rola aktorska w 3 i 8 odcinku;
- Alternatywy 4, jako kolega Anioła w 1 odcinku;
- Weryfikacja, rola drugoplanowa;
- Pierścień i róża, jako lokaj Marcin;
- W labiryncie, rola epizodyczna;
- Urodzony po raz trzeci, rola drugoplanowa;
- Po upadku. Sceny z życia nomenklatury, rola drugoplanowa;
- Gorzka miłość, rola drugoplanowa w 2 odcinku;
- Panny i wdowy, rola drugoplanowa;
- Dwa światy, jako farmer;
- Awantura o Basię, rola drugoplanowa w 1 odcinku;
- Bandyta, rola drugoplanowa;
- Miodowe lata, jako sierżant Wiśniewski w 35 i 37 odcinku;
- Przedwiośnie, jako poseł;
- Parę osób, mały czas, jako urzędnik.